# Dow Ber z Międzyrzecza
Dow Ber z Międzyrzecza zwany Wielkim Magidem (ur. 1704 lub 1710 na Wołyniu, zm. 15 grudnia 1772 w Międzyrzeczu Koreckim) – rabin, jeden z najwybitniejszych przedstawicieli chasydyzmu, uczeń Baal Szem Towa, mistrz Elimelecha z Leżajska oraz Samuela Szmelke Horowica z Sieniawy i Menachema Mendla z Witebska.

## Życiorys
Otrzymał tradycyjne wykształcenie talmudyczne w jesziwie rabiego Jaakowa Joszuy Falka.
Początkowo był nauczycielem w Torczynie niedaleko Łucka, później został kaznodzieją w Korcu i Równem, a następnie osiadł w Międzyrzeczu Koreckim, który po śmierci założyciela chasydyzmu, Baala Szem Towa, stał się głównym centrum ruchu chasydzkiego.
Szybko zetknął się z literaturą kabalistyczną, której studiowaniu poświęcił całe swoje życie. Został uczniem Baal Szem Towa, a po jego śmierci został jego następcą jako przywódca chasydów. Liczni uczniowie Dow Bera przenosili jego nauczanie do wszystkich zakątków Rzeczypospolitej. Spotkało się to z ostrym sprzeciwem rabinów ortodoksyjnych, którzy w chasydyzmie widzieli osłabienie i zagrożenie dla judaizmu.
11 kwietnia 1771 roku przywódca wileńskich Żydów Eliasz ben Salomon Zalman ekskomunikował gminę chasydów w tym mieście.

## Genealogia
- syn Abraham Anioł (1741–1776)
  - wnuk Szołem Szachna z Pohrebyszcza
    - prawnuk Izrael Friedman z Różyna
      - praprawnuk Szalom Józef
        - prapraprawnuk Izrael
          - prawnuk w 6 pokoleniu Izaak Friedman, cadyk